# Полона Ловшин
Полона Ловшин е словенски художник и илюстратор, родена на 10 юни 1973 в Любляна, СФРЮ днес Словения.

## Биография
Завършила живопис в Академията по живопис и арт дизайн в Любляна в класа на видния словенски художник Херман Гвардиянчич.
Тя започва да илюстрира книги, списания, детски книжки с картинки през 90-те години.
Сътрудничи си с издателството „Младинска книга“ от Любляна, както и със списанията: „Драконче“, „Цицидо“, „Цицибан“, „Кекец“, в същото време илюстрира редица учебници и детски книжки с картинки.
Илюстрациите от детската книжка с картини „Бобек и Барчица“ бяха номинирани за най-добри и оригинални рисунки и илюстрации за детска книжка в Словения за 2004 г..
През 2006 г. тя получи наградата за най-добра илюстрирана детска книга в Словения, за книгата „Медо решава цялото объркване“.
Ловшин непрекъснато сътрудничи с известни чуждестранни издателства:„Пан Макмилан“, „Пингвин“, „Темплар“...
Нейните творби са представени на Панаира на книгата (всяка година в Любляна), както и на Панаира на книгата в Болоня, на Биеналето на художествени илюстрации в Япония, Братислава...
Организира самостоятелни изложби за картини и илюстрации в Словения и в чужбина: Италия, Словакия, Япония...
Полона Ловшин е една от най-известните словенски илюстратори и художници, и е с многобройни сътрудничества с чуждестранните известни издателства и самостоятелни изложби. Това я потвърждава нейната изключителна международна художествена репутация.
Живее и работи в Любляна

## Творчество

### Известни илюстрации на книжки
- Бобек и барчица[8].,
- Замъкът , (2005)
- Снежанка, (2007)
- Медо решава цялото объркване(2007)
- Говорещата костенурка ,(2007)
- Котешката Катка , (2009)
- За детето, което се страхуваше от вода , (2009)
- Големият лъв дойде  (2010)
- Какво слуша малката мишка? , (2010)
- Славеят и нарът ,(2012)
- Найдйоча  ,(2010)
- Принцеса на сърцето, (2013)
- Чудните дни , (2017)
- Внимателно майчинство , (2018)
- Грозното патенце, (2017)

## Награди
- Номинация за оригинална словенска детски книжки с картинки – „Бобек и Барчица", 2004 г.
- Награда за оригинална словенска книжка с картинки „Медо решава цялото объркване“, 2006 г.